# Radio Dragon
A Radio Dragon egy a Tokyo FM által indított zenei rádióműsor volt, amelyet 2010. április 1-je és 2014. március 31-e között sugároztak. Műsorvezetői Takajama Mijako színésznő és Kanno Jui divatmodell voltak. Utódja, a Radio Dragon: Next 2014. április 3-án indult.

## Műsorvezetők
- Takajama Mijako (hétfőn és kedden)
- Kanno Jui (szerdán és csütörtökön, 2012 júliusa óta)

### Korábbi műsorvezetők
- Mary Sara (szerdán és csütörtökön, 2012 júniusáig)
- Okamoto’s (2010. szeptember 30-án Mary Sara helyett)

## Műsorblokkok

### Monthly Dragon
Műsoridő: 20:30 –
| Hónap            | Hétfő                | Kedd                 | Szerda            | Csütörtök           |
| ---------------- | -------------------- | -------------------- | ----------------- | ------------------- |
| 2010. április    | Unison Square Garden | Hundred Percent Free | Neo Voltage       | Weaver              |
| 2010. május      | Okamoto’s            | The Beat Motors      | Neo Voltage       | Weaver              |
| 2010. június     | Magic Party          | Lonely D             | Neo Voltage       | Weaver              |
| 2010. július     | Champagne            | Prague               | Tada Sinja        | Szató Honoka        |
| 2010. augusztus  | Unchain              | Hidejosi             | 0.8 bjó to sógeki | The Kiddie          |
| 2010. szeptember | Jeepta               | Lego Big Morl        | Jazava Jóko       | Any                 |
| 2010. október    | Super Beaver         | Fukurouzu            | Tokió Karankoron  | Cure Rubbish        |
| 2010. november   | Half-Life            | Takahasi Jú          | Kaminarigumo      | Okamoto’s           |
| 2010. december   | Lost in Time         | Arukara              | FoZZtone          | Karaszu             |
| 2011. január     | Tamurapan            | The Mirraz           | D.W. Nicols       | Kegava no Maries    |
| 2011. február    | Szekaiicsi           | Galileo Galilei      | Tanizava Tomofumi | Champagne           |
| 2011. március    | Nikiie               | The Beat Motors      | Barbars           | Mow Mow LuLu Gyaban |
| 2011. április    | Violent Is Sabanna   | Takahasi Jú          | The Love ningen   | —                   |
| 2011. május      | Onszoku Line         | Flip                 | Barbars           | Maszaki Juka        |
| 2011. június     | Cinema Staff         | Back Number          | Tada Sinja        | Serial TV Drama     |
| 2011. július     | Nikiie               | Nanba Siho           | Urbangarde        | Creep Hype          |
| 2011. augusztus  | Oogre You Asshole    | Hidejosi             | The Love ningen   | Serial TV Drama     |
| 2011. szeptember | Beep Spree           | Brand New Vibe       | Hero              | Karaszu×Merry       |
| 2011. október    | Jeepta               | The Waybark          | Urbangarde        | Over the Dogs       |
| 2011. november   | A Flood of Circle    | Hotaru bijori        | Amazarashi        | Fuzzy Control       |
| 2011. december   | Champagne            | —                    | Hige              | Beep Spree          |
| 2012. január     | Tamurapan            | —                    | The Mirraz        | S.R.S               |
| 2012. február    | Half-Life            | —                    | Plenty            | Valshe              |
| 2012. március    | Lost in Time         | —                    | Another Sunnyday  | Over the Dogs       |
| 2012. április    | Man with a Mission   | Funkist              | Kudanz            | Creepy Hype         |
| 2012. május      | EA                   | —                    | The Love ningen   | Glory Hill          |
| 2012. június     | —                    | —                    | 0.8 bjó to sógeki | Cinema Staff        |
| 2012. július     | —                    | —                    | FoZZtone          | Dookie Festa        |
| 2012. augusztus  | Tokió Karankoron     | —                    | Kúcsú bunkai      | Civilian Skunk      |
| 2012. szeptember | —                    | —                    | Ogre You Asshole  | Disacode            |
| 2012. október    | —                    | —                    | D.W. Nicols       | Haku                |
| 2012. november   | —                    | —                    | The Novembers     | LGMonkees           |
| 2012. december   | —                    | —                    | Sakanamon         | A Flood of Circle   |
| 2013. január     | Vaszure ran nee jo   | Mary Sara            | Kobajasi Taró     | —                   |
| 2013. február    | My First Story       | Indigo la End        | Kinoko teikoku    | —                   |
| 2013. március    | Keytalk              | Happy Birthday       | Kúszó iinkai      | —                   |
| 2013. április    | Tricot               | The Radiocassettes   | Silent Siren      | The Love ningen     |
| 2013. május      | Droog                | —                    | Kominami Jaszuha  | Jamane Marina       |

### Doors
Műsoridő: 21:25 –
| Időszak                    | Hétfő                                               | Kedd                                      | Szerda                     | Csütörtök                                                     |
| -------------------------- | --------------------------------------------------- | ----------------------------------------- | -------------------------- | ------------------------------------------------------------- |
| 2010. április – június     | 9mm Parabellum Bullet (Koko de attaga 100 nengo)    | Granrodeo (Heart ni hi vo cukete)         | Tacuró (Jack in the Radio) | Kijoharu (Kijoharu 41X)                                       |
| 2010. július – szeptember  | Base Ball Bear (Honto ni atta! Bebobe no Radio)     | Beat Crusaders (B-tó Crusaders)           | Tacuró (Jack in the Radio) | Kijoharu (Kijoharu 41X)                                       |
| 2010. október – december   | Acidman (Ajanokuni kara)                            | Granrodeo („Motto” Heart ni hi vo cukete) | Tacuró (Jack in the Radio) | Kijoharu (Kijoharu 41X)                                       |
| 2011. január – március     | The Pillows (Szono hen no odzsiszande va arimaszen) | Granrodeo („Motto” Heart ni hi vo cukete) | Tacuró (Jack in the Radio) | Kijoharu (Kijoharu 41X)                                       |
| 2011. április – június     | Alice Nine (Ariga tora!)                            | Granrodeo („Motto” Heart ni hi vo cukete) | Tacuró (Jack in the Radio) | Kikkava Kódzsi (Solitude)                                     |
| 2011. július – szeptember  | Straightener (Hangover Radio)                       | Granrodeo („Motto” Heart ni hi vo cukete) | Tacuró (Jack in the Radio) | Kikkava Kódzsi (Solitude)                                     |
| 2011. július – szeptember  | The Telephones (Mirror Ball Radio!!!)               | Granrodeo („Motto” Heart ni hi vo cukete) | Tacuró (Jack in the Radio) | Kikkava Kódzsi (Solitude)                                     |
| 2012. október – március    | Kijokiba Sunszuke (Rockin’ the Doors)               | The Back Horn                             | Tacuró (Jack in the Radio) | Sinszei kamattecsan (Sinszei kamattecsan no FM kamattechanel) |
| 2013. április – napjainkig | Kijokiba Sunszuke (Rockin’ the Doors)               | Scandal (Scanomics)                       | Tacuró (Jack in the Radio) | Sinszei kamattecsan (Sinszei kamattecsan no FM kamattechanel) |